# 하남시·광주군
하남시·광주군은 대한민국의 옛 국회의원 선거구이다. 당시 경기도 하남시와 광주군 일대를 관할하였다.

## 역사
1989년 1월 1일을 기해 광주군 동부읍·서부면·중부면 상산곡리가 하남시로 승격되었다. 이에 대한민국 제14대 국회의원 선거를 앞두고 광주군 선거구가 하남시·광주군 선거구로 개편되었다.
대한민국 제16대 국회의원 선거를 앞두고 하남시 선거구와 광주군 선거구로 분리되면서 폐지되었다.

## 역대 국회의원
| 선거   | 정당 | 정당       | 의원   |
| ------ | ---- | ---------- | ------ |
| 1992년 |      | 민주자유당 | 정영훈 |
| 1996년 |      | 신한국당   | 정영훈 |

## 역대 선거 결과

### 대한민국 제14대 국회의원 선거
|  | 37.32% |

|  | 23.26% |

|  | 18.64% |

|  | 9.99% |

|  | 7.22% |

|  | 1.97% |

|  | 1.56% |

### 대한민국 제15대 국회의원 선거
|  | 39.15% |

|  | 28.97% |

|  | 18.62% |

|  | 11.42% |

|  | 1.81% |